# Dana Snyder
Dana Snyder (14 de novembro de 1973, Allentown, Pensilvânia) é um comediante, ator, produtor e dublador americano. Ele é mais conhecido por dublar Master Shake em Aqua Teen Hunger Force, Granny Cuyler em Squidbillies, Baby Ball em Ballmastrz: 9009, e outros papéis em séries de TV do Adult Swim. Seus outros papéis de dublador incluem a voz de Gazpacho na série animada do Cartoon Network Chowder, Dr. Colosso na série de comédia da Nickelodeon The Thundermans e Scratch na série animada do Disney Channel The Ghost e Molly McGee. Seu trabalho em programas de televisão live-action foi em séries como Saul of the Mole Men e Your Pretty Face Is Going to Hell.

## Primeiros anos
Snyder nasceu em Allentown, Pensilvânia em 14 de Novembro de 1973 e cresceu em Las Vegas Valley, Nevada. Ele credita Don Rickles, Rip Taylor, e Phil Silvers como influências da infância. Snyder se formou na Las Vegas High School em 1992 e ele se  graduou com um BFA do Conservatório de Artes Cênicas na Universidade Webster , Missouri em 1996.

## Carreira

### Dublagem
Snyder foi contratado para dublar Master Shake em Aqua Teen Hunger Force. Ele fez a voz de Gazpacho em Chowder, Todd e Benny Lee no G4 TV no show Code Monkeys, "O Alquimista" no The Venture Bros., e Granny Cuyler em Squidbillies.  Ele fez a voz Leonard, o Coala em The Penguins of Madagascar e fez o professor chamado "Sr. Baldwin" na série da Disney Fish Hooks.
Snyder dublou Alistair em Open Season 3.
Snyder fez as vozes de Sam como Cold Fusion Reactor Dad na websérie Suicide by Side. Ele narrou to Adulto Swim na websérie Sipes Stories que ele co-produziu com Andy Sipes. Ele estrelou em Adventure Time como o Ancient Sleeping Magi of Life Giving no episódio "Little Dude" na quinta temporada. Ele fez a voz de Belcitane em White Knight Chronicles, e no White Knight Chronicles II.
Ele também apareceu na websérie "Bravest Warriors" na temporada 2, episódio 6.  Ele faz a voz do Dr. Colosso no sitcom da Nickelodeon, The Thundermans.

### Televisão e cinema
Snyder fez aparições em ER, Brothers and Sisters, e Gary Unmarried. Snyder também apareceu em Saul of the Mole Men, Young Person's Guide to History, e Your Pretty Face is Going to Hell.'Ele apareceu no programa de TV Christian TV show Come On Over.

## Vida Pessoal
Ele se casou com Christine "Sweety" Snyder em Agosto de 2005.

## Filmografia

### Como Ator
| Ano  | Título                                               | Papel                     | Notas                |
| ---- | ---------------------------------------------------- | ------------------------- | -------------------- |
| 2007 | Dante's Inferno                                      | Ulyssess / Strom Thurmond | Voz                  |
| 2007 | Aqua Teen Hunger Force Colon Movie Film for Theaters | Master Shake              | Voz                  |
| 2010 | Open Season 3                                        | Alistair                  | Voz                  |
| 2011 | Momo e no Tegami                                     | Kawa                      | Voz Dublagem Inglesa |
| 2015 | Batman Unlimited: Animal Instincts                   | The Penguin               | Voz                  |
| 2015 | Hell & Back                                          | Garthog                   | Voz Post-Production  |

| Ano             | Título                            | Papel                                             | Notas                                               |
| --------------- | --------------------------------- | ------------------------------------------------- | --------------------------------------------------- |
| 2000–2015; 2023 | Aqua Teen Hunger Force            | Master Shake / Ele mesmo                          | Voz Série regular Vários alternative titles         |
| 2001            | Sealab 2021                       | Master Shake                                      | Voz 1 episódio                                      |
| 2006            | Minoriteam                        | Dr. Wang                                          | Voz 20 episódios                                    |
| 2006            | Robot Chicken                     | Master Shake / Twinkie the Kid / Other Characters | Voz 4 episódios                                     |
| 2005–2013       | Squidbillies                      | Granny Cuyler                                     | Voz 85 episódios                                    |
| 2006–2007       | Come On Over                      | Dr. FullOvit                                      | Voz 3 episódios                                     |
| 2006–2013       | The Venture Bros.                 | The Alchemist / The President                     | Voz 15 episódios                                    |
| 2007            | ER                                | Paranoid Man                                      | 1 episódio                                          |
| 2007            | Saul of the Mole Men              | Kiko / Strata Operator / Kiko / Benjamin Franklin | Voz 20 episódios                                    |
| 2007            | Brothers & Sisters                | Office Worker                                     | 1 episódio                                          |
| 2007–2008       | Code Monkeys                      | Todd / Benny                                      | Voz 24 episódios                                    |
| 2007–2010       | Chowder                           | Gazpacho                                          | Voz 48 episódios                                    |
| 2008            | Young Person's Guide to History   | Benjamin Franklin                                 | Especial de TV                                      |
| 2010–2011       | The Penguins of Madagascar        | Leonard                                           | Voz 4 episódios                                     |
| 2010            | Mad                               | Various male characters                           | 29 episódios                                        |
| 2010-2014       | Fish Hooks                        | Sr. Baldwin / Bud                                 | 31 episódios                                        |
| 2010            | Robotomy                          | Dreadnot / Thunderbyte                            | 10 episódios                                        |
| 2012            | Superjail!                        | Prison Pee Dee                                    | 2 episódios                                         |
| 2012–2015       | Adventure Time                    | Ancient Sleeping Magi of Life Giving / The Train  | 5 episódios                                         |
| 2013            | Your Pretty Face Is Going to Hell | Lucas                                             | 2 episódios                                         |
| 2013-2015       | Bob's Burgers                     | Pud / Sheldon                                     | 2 episódios                                         |
| 2013–2018       | The Thundermans                   | Dr. Colosso                                       | 30 episódios                                        |
| 2014            | The Haunted Hathaways             | Dr. Colosso                                       | Voz "Haunted Thundermans" (Temporada 2, Episódio 9) |
| 2014            | Bravos Guerreiros                 | The Thing / Puppet characters                     | Episódio: The Puppetyville Horror                   |
| 2015-presente   | Pickle and Peanut                 | McSweats (voz)                                    | 2 episódios                                         |

| Ano  | Título                                     | Papel           |
| ---- | ------------------------------------------ | --------------- |
| 2007 | Aqua Teen Hunger Force Zombie Ninja Pro-Am | Master Shake    |
| 2010 | White Knight Chronicles II                 | Belcitane       |
| 2012 | Epic Mickey 2: The Power of Two            | Gremlin Jamface |

| Ano  | Título                                               | Papel | Notas                                      |
| ---- | ---------------------------------------------------- | ----- | ------------------------------------------ |
| 2007 | Aqua Teen Hunger Force Colon Movie Film for Theaters |       | Escritor e intérprete: "Nude Love"         |
| 2009 | G4 Presents Comic-Con '09 Live                       |       | Intéprete: "Nature's Bounty," "Yellowcake" |

### Como Produtor
| Ano  | Título                  | Notas                             |
| ---- | ----------------------- | --------------------------------- |
| 2011 | Your Dungeon, My Dragon | Consultor de produção 2 episódios |

## Ligações Externas
- Dana Snyder. no IMDb.
- Dana Snyder no Fanpop.com
- Dana Snyder interview, February 24, 2006